# Ferruccio Amendola

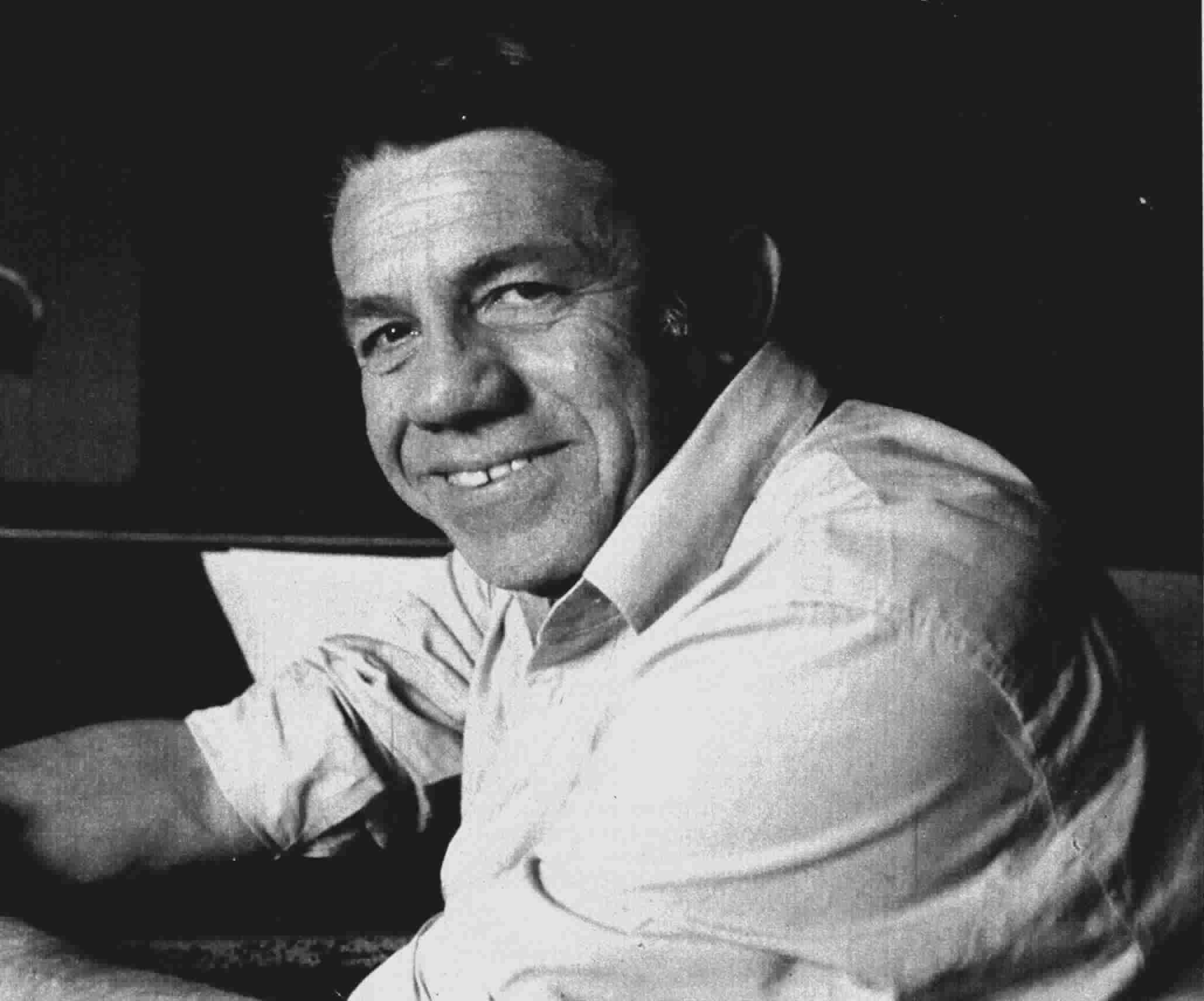
Ferruccio Amendola (1985)

Ferruccio Amendola (* 22. Juli 1930 in Turin; † 3. September 2001 in Rom) war ein italienischer Schauspieler und Synchronsprecher.

## Leben
Amendola stammt aus einer Familie von Schauspielern und ist der Neffe des Drehbuchautors und Regisseurs Mario Amendola. Bereits als Kind war er in Gian Burrasca zu sehen; er spielte für Sergio Tofano einen Schüler. Ab den 1950er Jahren betätigte er sich in Revuetheatern, ab 1954 war er mit gewisser Regelmäßigkeit auch für das Kino aktiv, meist in komischen Rollen. Ebenfalls zu sehen war Amendola in Fernsehproduktionen wie Il gallo canta a mezzanotte und L'ultima faccia di Medusa (beide im Jahr 1958 entstanden) oder Il provino (1964). Ab 1968 widmete Amendola sich fast ausschließlich der Synchronisation, für die er sich schon früh interessiert hatte; seine unverwechselbare Stimme lieh er regelmäßig u. a. Dustin Hoffman, Al Pacino, Sylvester Stallone und Robert De Niro. Von 1982 an war er wieder an einigen großen Publikumserfolgen des Fernsehens als Schauspieler beteiligt.
Amendola war mit seiner Kollegin Rita Savagnone verheiratet; Claudio Amendola ist ihr Sohn.

## Filmografie (Auswahl)
- 1943: Gian Burrasca
- 1954: In den Klauen der Vergangenheit (Avanzi di galera)
- 1954: Die Mädchen vom Fernamt 04 (Le signorine dello 04)
- 1959: Man nannte es den großen Krieg (La grande guerra)
- 1964: Maciste, der Held von Sparta (Maciste, gladiatore di Sparta)
- 1964: Der Sieger von Samarkand (Il ladro di Damasco)
- 1965: Flitterwochen auf italienisch (Viaggio di nozze all'italiana)
- 1967: Wer zuletzt lacht, lacht am besten (Riderà (Cuore matto))
- 1967: Tolles Herz, halt dich fest (Cuore matto… matto da legare )
- 1970: Gelegenheit macht Eifersucht (Lacrime d'amore)
- 1980: Buddy haut den Lukas (Chissà perché… capitano tutte a me)